# Mala Vrbnica (miasto Kruševac)
Mala Vrbnica (cyr. Мала Врбница) – wieś w Serbii, w okręgu rasińskim, w mieście Kruševac. W 2011 roku liczyła 259 mieszkańców.